# Suvobor
Suvobor (srp. Сувобор) je planina u Srbiji koja se nalazi se oko 120 kilometra južno od Beograda, s najvišim vrhom od 866 metara između Rajca i Maljena. Predstavlja razvodnicu između pritoka Zapadne Morave i Kolubare. Prekriven je mladim hrastovim šumama (u uvalama) i šumskim kulturama četinara koje pokrivaju njegov najveći dio. Na lokalitetu Ravna gora je bukova šuma koja je obavijena vodotokom Grab. Unutar nje se nalazi Mokra pećina koja je jedno od izvorišta Graba. Na Suvoboru ima dosta divljači (srna, zec, fazan) i teren je vrlo atraktivan za lovce.,
Suvobor je bogat izvorima i vodenim tokovima. Ispod njegovih vrhova su izvorišta Dičine, Čemernice i njihovih pritoka. Kako planina Suvobor predstavlja lijep pejsažni prostor, na čitavom području Republike Srbije raspolaže s najviše elemenata divljine.
Suvobor - lovište se nalazi na planini Suvobor (38 kilometra od Gornjeg Milanovca). Prostire se na površini od 7740 hektara, a love se srneća divljač, zec i jarebica. Lovci se mogu smjestiti na Rajcu ili u hotelima u Gornjem Milanovcu i Ljigu. Najbliže mjesto za odmor se nalazi na 10 kilometara od Ravne Gore u etno-selu Anđelija Mišić u Koštunićima. Tamo pored hotela koji je u izgradnji, trenutno postoji oko 50 ležajeva u vajatima i objektima koji sačinjavaju etno-selo.

## Okolica
Banja Vrujci se nalaze u sjeverozapadnom delu Srbije, u podnožju planine Suvobor i Maljen i dolini reke Toplice.
Ravna gora nalazi se na istorijskoj planini Suvobor, 120 kilometara od Beograda, a osamdesetak od Kragujevca. Svake godine Srpski pokret obnove organiziruje prijevoz do ove lokacije na kojoj je podignut spomenik Draži Mihailoviću i crkva Svetog Jurja.
Ba, selo na obroncima planine Suvobor, poznato je široj javnosti po crkvi iz 14. stoljeća i po savjetovanju iz 1943. koji je sazvao četnički general Dragoljub Mihailović.
- Panorama planine Suvobor sjeverni obronci
- Panorama planine Suvobor sjeverni obronci
- Panorama planine Suvobor jugoistočni obronci - mjesto Planinica

## Kolubarska bitka
Kolubarska bitka ili Suvoborska bitka jedna je od najvećih i najznačajnijih bitaka Balkanskog bojišta u Prvom svjetskom ratu. Bitka je vođena 30 dana na bojištu od 200 kilometara između srpske i austrougarske vojske.
U Struganiku, na obroncima Suvobora i Maljena nalazi se rodna kuća vojvode Živojina Mišića koja predstavlja memorijalni kompleks povijesno-etnografskog karaktera. Postava se sastoji od dva dijela, povijesnog i etnološkog. U sobnim prostorijama je tematska postavka koja prikazuje ličnost Živojina Mišića u kontekstu povijesnog zbivanja krajem prošlog i početkom ovog stoljeća, s naglaskom na one događaje u kojima je vojvoda odigrao značajnu ulogu.

## Seoski turizam
Suvoborski kraj ima dugu tradiciju u seoskom turizmu.
Sela Ba, Slavkovica, Planinica, Gornji Banjani i Prislonica u suvoborskom kraju, uz golijska sela ivanjičkog kraja i sela okoline Kosjerića i Arilja, već više desetljeća predstavljaju okosnicu seoskog turizma Srbije.

## Valjevske planine
Valjevskim planinama, ili tzv. „Valjevskom gredom“ označava se izduženi pojas brdsko-planinskog terena koji, kao izrazito orografska cjelina predstavlja prirodnu granicu prostiranja područja Sjeverozapadne Srbije prema jugu. Ovaj pojas pruža se na dužini od preko 50 kilometara. Valjevske planine su izdužene u pravcu zapad-istok, dižući se s vrhovima od 600 metara. U sklopu Valjevskih planina su sljedeće cjeline: Bobija (1272), Medvednik (1244), Jablanik (1275), Povlen (1347), Magleš, Maljen (1104) i Suvobor (864). Na sjeverozapadu, Valjevske planine se nastavljaju pojasom Podrinskih planina, zatim se na zapadu preko Drine i planine Jelice povezuju s ostalim planinama dinarskog sistema, dok su na istoku, izvorišnim kracima reke Ljig - odnosno Nakučanskom presedlinom odvojene od Rudnika. Unutrašnji, sjeverni dio luka Valjevskih planina zatvara uvala slijeva Kolubare, a vanjski luk je u svom jugozapadnom djelu istaknut prema dolini Drine, i prema dolini Zapadne Morave - na jugu.
Predjeli krajnjih istočnih ogranaka Valjevskih planina s Rajcem kao već izgrađenim turističkim centrom, netaknutom prirodom Ravne gore, Riora i Suvobora i Koštunićima postali su centar ekološki zdrave poljoprivredne proizvodnje, prerade prehrambenih proizvoda vrhunske kvalitete s definiranim zemljopisnim podrijetlom i turizmom u znaku prirodnih i kulturno-povijesnih vrijednosti kraja, pod sloganom “Spoj prirode i tradicije”. Brojne već afirmirane manifestacije (Kosidba na Rajcu Vidovdan u Koštunićima, Dani šljiva, Cvijet livada u Leušiću i dr.) predstavljaju idealnu i dobro smišljenu osnovu integralnog razvoja regije s eko-turizmom kao krunom razvoja.

## Vanjske poveznice
- Suvobor na gornjimilanovac.org.yu
- Suvobor na web stranici Lovačkog saveza Srbije  Arhivirana inačica izvorne stranice od 2. rujna 2006. (Wayback Machine)